# Polyalthia tsiangiana
Polyalthia tsiangiana är en kirimojaväxtart som beskrevs av Ping Tao Li. Polyalthia tsiangiana ingår i släktet Polyalthia och familjen kirimojaväxter. Inga underarter finns listade i Catalogue of Life.